# Port lotniczy Al-Alamajn
Międzynarodowy port lotniczy Al-Alamajn ((IATA: DBB, ICAO: HEAL) – cywilne lotnisko w  Egipcie w pobliżu miasta Al-Alamajn.

## Lokalizacja
Lotnisko znajduje się 106 km na zachód od Aleksandrii i 240 km na północny zachód od Kairu. Niedaleko lotniska przebiega nadbrzeżna trasa łącząca Kair z Aleksandrią.

## Historia
W 1998 roku International Airport Company (ICA) wygrała przetarg na budowę lotniska w systemie BOT (build-operate-transfer). Zakłada on udzielenie koncesji przez rząd prywatnej firmie, która w zamian za zyski z eksploatacji finansuje budowę. Lotnisko zostało otwarte w 2005 roku. 
Projekt portu lotniczego o wartości 140 milionów USD miał być realizowany w trzech etapach. Pierwsza faza, zakończona w 2005 roku, obejmowała budowę terminalu pasażerskiego i pasa startowego umożliwiającego lądowanie wszystkich klas samolotów, w tym gigantycznego nowego Airbusa 380-800. 
Potem planowano dalsze prace, aby zwiększyć liczbę pasażerów do 1 200 osób na godzinę w 2015 roku i 2000 osób na godzinę w 2028 roku. Zgodnie z umową projektowi  ICA przyznano teren o powierzchni 64 kilometrów kwadratowych. Ponieważ lotnisko zajmuje powierzchnię 14 kilometrów kwadratowych, zaplanowano do wdrożenia w jego ramach kilka dodatkowych projektów. Wśród nich była: szkoła lotnicza z certyfikatami FAA, strefa bezcłowa, park przemysłowy i obszar dla produktów ekologicznych. Nie wszystkie te projektu udało się zrealizować.

## Infrastruktura
Powierzchnia lotniska wynosi 64 km². Długość pasa startowego 3500 m, a szerokość 45 m. Terminal ma powierzchnię 13 019 m². Lotnisko ma przepustowość: 300 pasażerów na godzinę.

## Zarząd
Właścicielem lotniska jest  Kato Investment Group. Portem lotniczym zarządza Międzynarodowa Spółka Lotniska (ICA)zależna grupy KATO, która wygrała kontrakt na projekt portu lotniczego Al Alimein z 50-letnią koncesją BOT. Może ona zostać przedłużona do 99 lat.

## Kierunki lotów i linie lotnicze
Od sierpnia 2021 r. lotnisko nie obsługuje regularnych połączeń lotniczych.